# 比利波季克
49°4′36″N 25°40′39″E / 49.07667°N 25.67750°E
比利波季克（烏克蘭語：Білий Потік），是烏克蘭的村落，位於該國西部捷爾諾波爾州，由喬爾特基夫區負責管轄，屬於比拉河的支流，始建於1650年，面積1.21平方公里，2001年人口307。